# Rin'
Rin'（リン）は、日本の伝統楽器、箏、十七絃、琵琶、三絃、尺八で音楽活動を行う女性演奏家3名による日本和楽器音楽ユニット。

## メンバー
- Mana（吉永真奈）　生田流　ボーカル・箏・三絃・十七絃
- Tomoca（長須与佳）琴古流（尺八）ボーカル・琵琶・尺八
- Chie（新井智恵）生田流　ボーカル・箏・三味線・十七絃

- 吉永真奈
- 長須与佳
- 新井智恵

## 解説
2003年4月7日、東京芸術大学の同窓生、Mana（吉永真奈）・Tomoca（長須与佳）・Chie（新井智恵）の3人によりRin'を結成。
バンド名の由来は「凛（りん）とする」という意味のほか、英語の「Ring（輪）」と和楽の「和」をかけ、音楽を通じて「輪」を作っていきたい理由から。
2004年4月にavex traxからシングル「Sakitama〜幸魂〜」でメジャー・デビュー。日本の伝統楽器の音色にJ-POPのメロディーを取り入れ、新たな伝統音楽を創造している。音楽の国際見本市であるMIDEM2006（於カンヌ）に、KOKIA・Rie fuとともに出演した。2006年にドーモレコードから「Inland Sea」で全米デビューを果たす。2009年2月13日、解散によりRin’としてのグループの活動終了を公式ページで発表。
2019年3月8日午後9時に、各メンバーのオフィシャルサイト及びSNSで、Rin’としての再結成を公式に発表。9月24日、赤坂BLITZにて「Rin'復活ライブ　時空をこえる」を開催。
2020年10月10日、大昭ホール龍ケ崎（龍ケ崎市文化会館）に於いて復活ライブ第2弾「和楽器ユニットRin'ライブ2020 光明～未来へ～」を開催。12月4日、京都府二条城に於いて、Rin'プロデューサーの來住尚彦総合プロデュースによるアート京都「乱舞～二条城～」にて劇団朱雀の早乙女太一と初共演。同時に当催しエンディング用新曲「平安」披露。

## 作品

### シングル
1. Sakitama〜幸魂〜（2004.4.7）オリコン37位[9]
  1. "Sakitama〜幸魂〜[3:58]
ブルボン「チーズおかき」CFイメージソング
作詞：Rin'／作曲：YUKIYOSHI
編曲：Rin'・YUKIYOSHI・村田昭
  2. 時空(Instrumental)[3:30]
  3. Sakitama〜幸魂〜(Instrumental)[3:58]
2. 八千代ノ風（2004.6.30）オリコン164位[10]
  1. 八千代ノ風[5:04]
テレビ朝日系「おみやさん」テーマ
作詞：Rin'／作曲：Kazuhito／編曲：Rin'・村田昭
  2. Release[3:27]
作詞：Rin'／作曲・編曲：YUKIYOSHI
  3. 八千代ノ風(Instrumental)[5:05]
  4. Release(Instrumental)[3:26]
3. サクラ サクラ（2005.4.20）オリコン173位[11]
  1. サクラ サクラ
（テレビ朝日「セレクションX」エンディングテーマ）
作詞：川原京／作曲・編曲：YUKIYOSHI
  2. サクラ サクラ(Instrumental with 尺八・三味線)
4. 夢花火（2005.8.31）オリコン119位[12]
  1. 夢花火 -Rin' Three pieces-[2:52]
作曲：荒木佑介／編曲：十川知司・Rin'
  2. 夢花火[5:42]
（フジテレビ系「奇跡体験!アンビリバボー」エンディングテーマ）
作詞：Rin'／作曲：荒木佑介／編曲：十川知司
  3. Flashback -Rin'Version-[4:25]
  4. 夢花火 -Instrumental-[5:40]

### アルバム
1. 時空（2004.5.12）オリコン27位[13]
  1. 時空[3:28]
  2. Sakitama〜幸魂〜[3:56]
  3. 八千代ノ風[5:03]
  4. 普遍[3:45]（アニメ『SAMURAI 7』BS放送版エンディングテーマ）
  5. 雅[3:30]
  6. weakness[4:14]
  7. 道心[3:11]
  8. Smile on-English ver.-[4:13]
  9. Will[4:09]
  10. サイの神[4:45]（伊豆市テーマソング・パチンコ「CR大駒駒倶楽部@スザンヌ」使用楽曲）
  11. Eternal[4:17]
2. 飛鳥（2004.9.29）オリコン99位[14]
  1. 飛鳥[4:54] 作詞：Rin'／作曲・編曲：YUKIYOSHI
  2. 美貌の國[4:10] （パチンコ「CR 天空歌舞伎」 「CR大駒駒倶楽部@スザンヌ」使用楽曲）  作詞：売野雅勇／作曲：菊池一仁／編曲：村田昭
  3. THE GRACE[4:33]  作詞：Rin'／作曲・編曲：井上鑑
  4. 仮面[3:52]  作詞：Rin'／作曲・編曲：YUKIYOSHI
  5. 紅[4:13]  作詞：松井五郎／作曲：葉山拓亮／編曲：Jin Nakamura
  6. innocence[3:19]  作詞：Rin'／作曲・編曲：Jin Nakamura
  7. 胡蝶之夢[4:29] （パチンコ「CR大駒駒倶楽部@スザンヌ」使用楽曲）  作詞：Rin'／作曲：石田匠／編曲：村田昭
  8. Nomado[5:57]  作詞：Rin'／作曲・編曲：井上鑑
  9. 鏡月[4:35]  作詞：森由里子／作曲・編曲：Jin Nakamura
  10. 天華[4:08]  作詞：Rin'／作曲・編曲：YUKIYOSHI
  11. 花吹雪[3:48]  作詞・作曲・編曲：Rin'
  12. 明日香川[4:32]  作詞：Rin'／作曲：佐々木収／編曲：村田昭
  13. 沙羅双樹[3:36]  作詞：Rin'／作曲・編曲：YUKIYOSHI
  14. Hanging in there[4:07]  作詞：Rin'／作曲・編曲：YUKIYOSHI
3. 〜Rin' Christmas Cover Songs〜聖夜（2004.11.14）オリコン175位[15]
  1. Happy Xmas(War Is Over)[3:35] 作詞・作曲：ジョン・レノン・オノ・ヨーコ／編曲：Akira Murata
  2. Last Christmas[4:16]  作詞・作曲：ジョージ・マイケル／編曲：YUKIYOSHI
  3. Rin'Xmas Medley〜Silent Night〜赤鼻のトナカイ〜I Saw Mommy Kissing Santa Claus〜Jingle Bells〜We Wish You A Merry Christmas[5:33]  作曲：Franz Gruber・JOHNNY MARKS・Tommie Corner・James Pierpont／編曲：YUKIYOSHI
  4. 交響曲 第九番[3:14]  作曲：ベートーヴェン／編曲：Jin Nakamura
  5. クリスマス・イブ[3:35]  作曲：山下達郎／編曲：Akira Murata
  6. Merry Christmas Mr.Lawrence[4:34]  作曲：坂本龍一／編曲：Jin Nakamura
  7. White Christmas[0:52]  作曲：Iryving Berlin／編曲：YUKIYOSHI
  8. In My Life[3:10]  作詞・作曲：レノン=マッカートニー／編曲：大竹徹夫
4. 宴歌（うたげうた）/さくら さくら（2005.3.30）ライブ・アルバム＋シングル[16]
5. Inland Sea（2006年8月30日）オリコン108位[17]
  1. New Day Rising[4:16] (Vo.LEIGH NASH)
  2. Solemn[5:16]
  3. What the Rain Said[2:42]
  4. Never Knew What Love Meant[3:51] (Vo.LEIGH NASH)
  5. Moss Garden[2:55]
  6. Anti Hero(featuring Lisa Loeb)[3:53]
  7. Inland Sea[4:30]
  8. Sea of Tranquility[2:24] (Vo.LEIGH NASH)
  9. Superflat(Part II)[2:51]
  10. Past Imperfect[1:59]
  11. AA170[5:02]
  12. 虹結び[3:17]（国内盤のみボーナストラック）（アニメ『SAMURAI 7』地上波放送版エンディングテーマ）
  13. 時空
  14. 飛鳥
  15. Sakitama〜幸魂〜
  16. 暁の契
  17. 虹結び
  18. 美貌の國
  19. 道心
  20. 天華
  21. 花吹雪
  22. 残花
6. 源氏ノスタルジー（2007.12.5）オリコン267位[18]
  1. 紫のゆかり、ふたたび[4:38]
  2. GENJI[4:38]
  3. 千年の虹[4:27]
  4. 乱華[4:15]
  5. 名もなき花[4:27]
  6. 浅キ夢見シ[5:56]
7. 光明 - koumyou -（2019.9.24）
  1. 光明[3:56]
  2. 歳歳年年[5:05]作詞：Naohiko Kishi／作曲：YUKIYOSHI
  3. 敦盛[3:51]
  4. 歳歳年年（Inst.）[5:05]  
Recording & Mixed by Katsumi Suyama(Yellow studio)
8. 宝輪 –HORIN– (2021.05.19)
  1. 水月〜紗〜 （『祈り人』使用楽曲）
  2. 敦盛
  3. 歳々年々
  4. 水月
  5. 光明
  6. 平安
  7. 宝輪 （『祈り人』使用楽曲）
  8. 敦盛（Instrument）
  9. 歳々年々（Instrument）
  10. Madama Butterfly〜Rin’ver.〜  Producer and Lyrics by Naohiko Kishi／Sound Producer by YUKIYOSHI／Mix and Recording Engineer by Katsumi Suyama(Yellow studio)

### DVD
- 歌宴〜Rin' First Live Tour 2004 "時空"〜（2004.11.17）[19]

### その他
- Rin' featuring m.c.A・T 「Flashback」（2005.8.31）『劇場版 仮面ライダー響鬼と7人の戦鬼』主題歌シングル。オリコン30位[20]
- CROSSOVER JAPAN'05 DVD（2005.9.28）[21]

### 過去の出演ラジオ
- Rin'の New Day Rising 毎週木曜日 21:00-22:00 生放送 各地コミュニティFM局

### 楽曲使用、出演
- パチンコ 豊丸産業
  - 「CR 華舞鬼ノ国」大当たり時楽曲、MV演出
  - 「CR大駒駒倶楽部@スザンヌ」大当たり時楽曲
- パチンコ 奥村遊機「CR 天空歌舞伎」大当たり時楽曲
- 二代目和風総本家（テレビ大阪）番組挿入曲
- 芸能人格付けチェック（テレビ朝日系列）番組挿入曲  ほか